# Distretto di Rawicz
Il distretto di Rawicz (in polacco powiat rawicki) è un distretto polacco appartenente al voivodato della Grande Polonia.

## Geografia antropica

### Suddivisioni amministrative
Il distretto comprende 5 comuni.
- Comuni urbano-rurali: Bojanowo, Jutrosin, Miejska Górka, Rawicz
- Comuni rurali: Pakosław